# Дуяновка (Гомельский район)
Дуяновка (бел. Дуя́наўка) — деревня в Прибытковском сельсовете Гомельского района Гомельской области Республики Беларусь.

## География

### Расположение
В 4 км от железнодорожной станции Зябровка (на линии Гомель — Тереховка), 17 км на юго-восток от Гомеля.

### Гидрография
На реке Уть (приток реки Сож).

## Транспортная сеть
Транспортные связи по просёлочной, затем автомобильной дороге Гомель — Тереховка. Планировка состоит из криволинейной улицы с переулком, ориентированной с юго-востока на северо-запад. Застройка плотная, двусторонняя, деревянная, усадебного типа.

## История
По письменным источникам известна с XVIII века как деревня в Речицком повете Минского воеводства Великого княжества Литовского. После 1-го раздела Речи Посполитой (1772 год) в составе Российской империи. В 1791 году часть жителей переселена в Новобелицу, активно строившейся в этот период. Хозяин поместья Дуяновка владел в 1872 году 1079 десятинами земли, водяной мельницей и садом. Действовал хлебозапасный магазин. С 1875 года работала маслабойня. В 1909 году 481 десятин земли, мельница, в Носовичской волости Гомельского уезда Могилёвской губернии. В одноименном фольварке было 654 десятин земли.
В 1925 году на базе фольварка созданный совхоз «Дуяновка». В деревне в то время были отделение связи, школа. С 8 декабря 1926 года по 30 декабря 1927 года центр Дуяновского сельсовета Носовичского района Гомельского округа В 1929 году организован колхоз. Во время Великой Отечественной войны 3 сентября 1943 года немецкие оккупанты полностью сожгли деревню и убили 7 жителей. 50 местных жителей погибли на фронтах. В 1959 году в составе экспериментальной базы «Гомельская» (центр — деревня Климовка). Размещаются дом-интернат инвалидов и престарелых , магазин.

## Население

### Численность
- 2004 год — 83 хозяйства, 533 жителя.

### Динамика
- 1882 год — 66 дворов, 386 жителей.
- 1897 год — 79 дворов, 581 житель (согласно переписи).
- 1909 год — 658 жителей.
- 1926 год — 108 дворов, 564 жителя.
- 1940 год — 147 дворов, 662 жителя.
- 1959 год — 635 жителей (согласно переписи).
- 2004 год — 83 хозяйства, 533 жителя.